# Tisícročná včela
Tisícročná včela é um filme de drama tchecoslovaco de 1984 dirigido e escrito por Juraj Jakubisko. Foi selecionado como represente da Tchecoslováquia à edição do Oscar 1985, organizada pela Academia de Artes e Ciências Cinematográficas.

## Elenco
- Jozef Kroner - Martin Pichanda
- Stefan Kvietik - Samo
- Michal Docolomanský - Valent
- Jana Janovská - Ruzena
- Eva Jakoubková - Kristína
- Ivana Valesová - Mária
- Pavol Mikulík - Julo
- Igor Cillík - Svanda
- Jirí Císler - Belányi